# Gruppo cosmonauti TsPK 12/RKKE 13/RKKE 14
Il Gruppo cosmonauti TsPK 12/RKKE 13 è stato selezionato il 28 luglio 1997 mentre Kornienko del Gruppo RKKE 14 è stato aggiunto il 24 febbraio 1998. Il Gruppo è composto da tredici persone: nove piloti e un ingegnere selezionati dal GCTC e tre ingegneri da RKK Ėnergija. L'addestramento generale dello spazio si è svolto dal 19 gennaio 1998 al 25 novembre 1999, momento in cui la Commissione Interdipartimentale ha nominato i candidati Cosmonauti Test, tranne Moškin che non ha superato gli esami. Moščenko e Val'ov si sono ritirati senza essere mai andati nello spazio. Romanenko e Volkov sono i figli rispettivamente dei cosmonauti Jurij Romanenko e Aleksandr Volkov. Al 2022 l'unico cosmonauta del gruppo in attività risulta Skvorcov.
Cosmonauti del Gruppo TsPK 12:
- Dmitrij Kondrat'ev[1] (Rit.)

Sojuz TMA-20 (Exp 26/27)
- Jurij Lončakov[2] (Rit.)

STS-100
Sojuz TMA-1/Sojuz TM-34
Sojuz TMA-13 (Exp 18)
- Sergej Moščenko[3] (Rit.)
- Oleg Moškin[4] (Rit.)
- Roman Romanenko[5] (Rit.)

Sojuz TMA-15 (Exp 20/21)
Sojuz TMA-07M (Exp 34/35)
- Aleksandr Skvorcov[6]

Sojuz TMA-18 (Exp 23/24)
Sojuz TMA-12M (Exp 39/40)
Sojuz MS-13 (Exp 60/61)
- Maksim Suraev[7] (Rit.)

Sojuz TMA-16 (Exp 21/22)
Sojuz TMA-13M (Exp 40/41)
- Konstantin Val'ov[8] (Rit.)
- Sergej Volkov[9] (Rit.)

Sojuz TMA-12 (Exp 17)
Sojuz TMA-02M (Exp 28/29)
Sojuz TMA-18M (Exp 45/46)
Cosmonauti del Gruppo RKKE 13:
- Oleg Skripočka[10] (Rit.)

Sojuz TMA-01M (Exp 25/26)
Sojuz TMA-20M (Exp 47/48)
Sojuz MS-15 (Exp 61/Exp 62)
- Fëdor Jurčichin[11] (Rit.)

STS-112
Sojuz TMA-10 (Exp 15)
Sojuz TMA-19 (Exp 24/25)
Sojuz TMA-09M (Exp 36/37)
Sojuz MS-04 (Exp 51/52)
Cosmonauta del Gruppo RKKE 14:
- Michail Kornienko[12] (Rit.)

Sojuz TMA-18 (Exp 23/24)
Sojuz TMA-16M/Sojuz TMA-18M (Exp 43/44/45/46)